# Alert Bay Public Library and Museum
Das Alert Bay Public Library and Museum ist einerseits eine kleine öffentliche Bibliothek, andererseits ein Museum in der kanadischen Provinz British Columbia. 
Die Bibliothek wurde 1959 eröffnet. Die 6700 Bücher stehen jedem Bewohner von Cormorant Island zur Verfügung. Das gilt sowohl für den Ort Alert Bay als auch für das Reservat.
Das Archiv bietet über 6.000 Fotografien, die überwiegend digitalisiert worden sind. Dazu kommen Zeitungen aus den Jahren 1939–1941 und 1951–1964, sowie die Ausgaben der lokalen Tageszeitung, der North Island Gazette. 
Zahlreiche Objekte und Kunstwerke, wie etwa ein kleiner Totempfahl von einem der bedeutendsten Künstler des kanadischen Westens, dem zu den Kwakwaka'wakw gehörenden Häuptling Mungo Martin, bereichern die Sammlung. Der Häuptling der Kwakiutl gilt als Schnitzkünstler des Jahrhunderts und hatte maßgeblichen Anteil an der Renaissance dieser Kunstform unter den Indianern des nordamerikanischen Westens. Der Ort rühmt sich, den größten Totempfahl zu besitzen.
Zugleich besitzt er mit dem U'mista Cultural Museum eine der bedeutendsten Sammlungen auf Vancouver Island zur Geschichte und Kultur der First Nations der Insel und ihrer Nachbarinseln. Dieses Kulturzentrum wurde 1980 gegründet, um die für das Potlatch notwendigen Gegenstände, die sich private und öffentliche Sammlungen angeeignet hatten, zurückzubringen. Inzwischen sind dort auch Musik- und Tanzvorführungen zu sehen. Das Zentrum unterstützt wissenschaftliche Forschungen an den regionalen Kulturen.